# Pavie (Gers)
Cet article concerne la ville française. Pour la ville d'Italie, voir Pavie (Italie). Pour les autres articles homonymes, voir Pavie (homonymie).
Pavie (Pavia en gascon) est une commune française située dans le centre du département du Gers en région Occitanie. Sur le plan historique et culturel, la commune est dans le Pays d'Auch, un territoire céréalier et viticole qui s'est également constitué en pays au sens aménagement du territoire en 2003.
Exposée à un climat océanique altéré, elle est drainée par le Gers, le Sousson, le Cédon et par divers autres petits cours d'eau. La commune possède un patrimoine naturel remarquable composé de trois zones naturelles d'intérêt écologique, faunistique et floristique.
Pavie est une commune rurale qui compte 2 540 habitants en 2022, après avoir connu une forte hausse de la population depuis 1962. Elle est dans l'agglomération d'Auch et fait partie de l'aire d'attraction d'Auch. Ses habitants sont appelés les Paviens ou  Paviennes.
Le patrimoine architectural de la commune comprend trois  immeubles protégés au titre des monuments historiques : le vieux pont sur le Gers, classé en 1941, la maison de Peyloubère, inscrite en 1996, et la chartreuse de Poliné, inscrite en 2008 et en 2010.

## Géographie

### Localisation
Pavie est une commune de Gascogne située en Astarac dans l'unité urbaine d'Auch, en pays d’Auch, à 4,5 km au sud d'Auch et à 81 km à l'ouest de Toulouse.

### Communes limitrophes
Les communes limitrophes sont  Auch, Auterive, Lasseube-Propre, Lasséran et Pessan.
|          | Auch            |          |
| Lasséran | Pavie           | Pessan   |
|          | Lasseube-Propre | Auterive |

### Géologie et relief
Pavie se situe en zone de sismicité 1 (sismicité très faible).

### Hydrographie
La commune est dans le bassin de la Garonne, au sein du bassin hydrographique Adour-Garonne. Elle est drainée par le Gers, le Sousson, le Cédon, un bras du Gers, le ruisseau de la Gurlanne et par divers petits cours d'eau, qui constituent un réseau hydrographique de 26 km de longueur totale,.
Le Gers, d'une longueur totale de 175,4 km, prend sa source dans la commune de Lannemezan et s'écoule vers le nord. Il traverse la commune et se jette dans la Garonne à Layrac, après avoir traversé 47 communes.
Le Sousson, d'une longueur totale de 33,8 km, prend sa source dans la commune d'Aujan-Mournède et s'écoule vers le nord. Il traverse la commune et se jette dans le Gers à Auch, après avoir traversé 15 communes.
Le Cédon, d'une longueur totale de 18,6 km, prend sa source dans la commune de Lourties-Monbrun et s'écoule vers le nord. Il traverse la commune et se jette dans le Gers sur le territoire communal, après avoir traversé 8 communes.

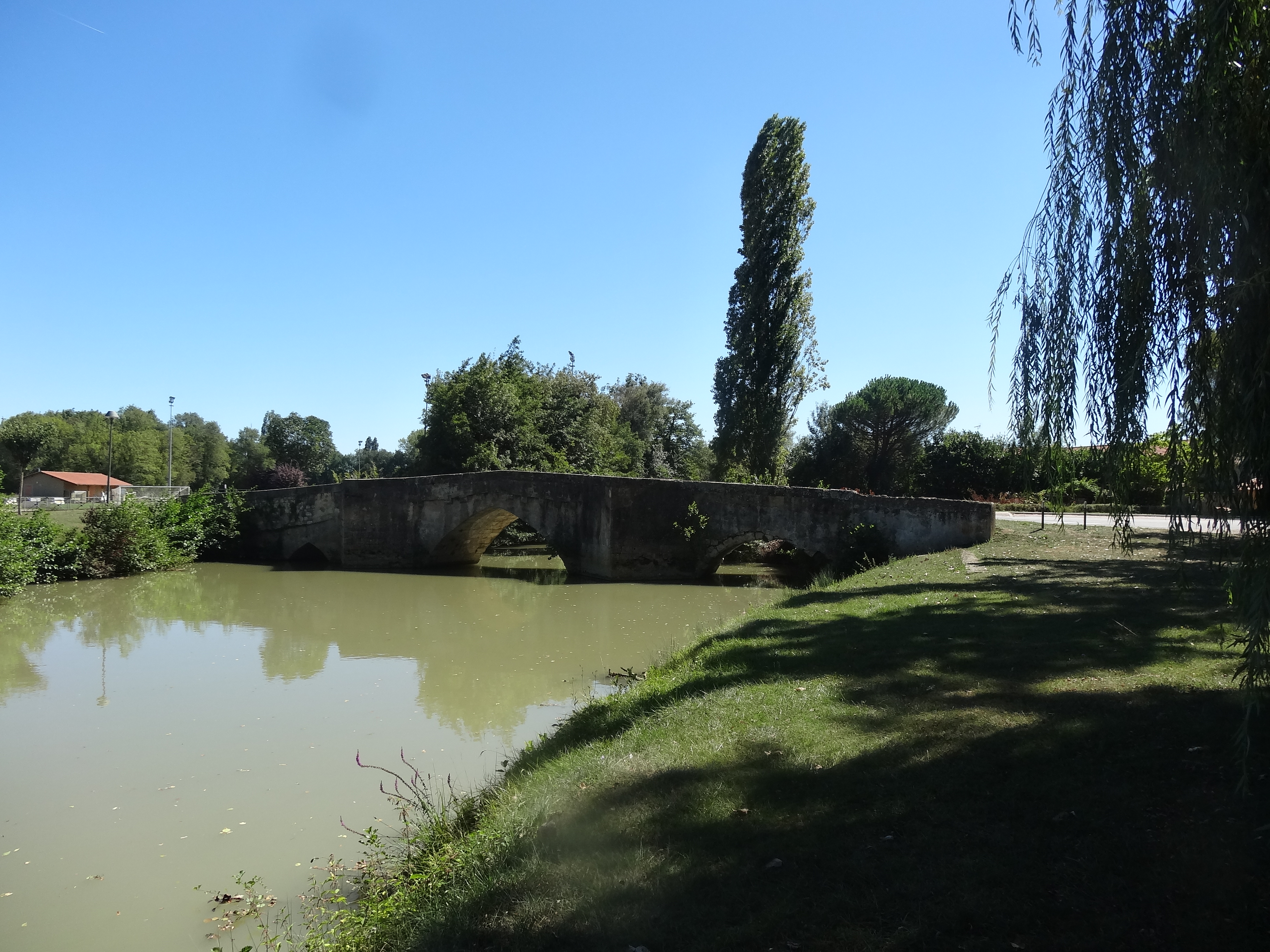
Le Gers au Vieux Pont de Pavie.
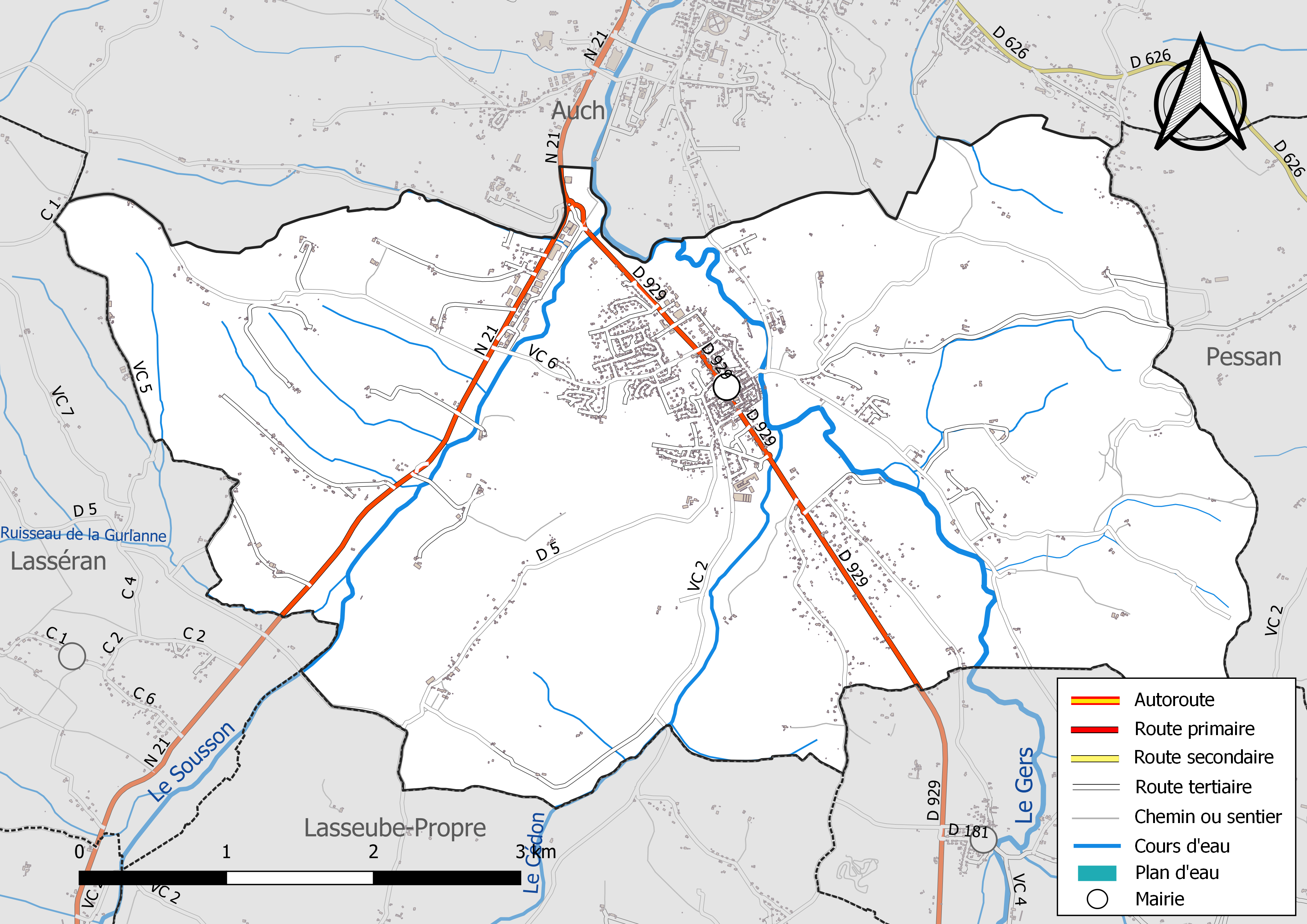
Réseaux hydrographique et routier de Pavie.

### Climat
Pour des articles plus généraux, voir Climat de l'Occitanie et Climat du Gers.
En 2010, le climat de la commune est de type climat du Bassin du Sud-Ouest, selon une étude s'appuyant sur une série de données couvrant la période 1971-2000. En 2020, Météo-France publie une typologie des climats de la France métropolitaine dans laquelle la commune est exposée à un climat océanique altéré et est dans la région climatique Aquitaine, Gascogne, caractérisée par une pluviométrie abondante au printemps, modérée en automne, un faible ensoleillement au printemps, un été chaud (19,5 °C), des vents faibles, des brouillards fréquents en automne et en hiver et des orages fréquents en été (15 à 20 jours).
Pour la période 1971-2000, la température annuelle moyenne est de 13,6 °C, avec une amplitude thermique annuelle de 15,7 °C. Le cumul annuel moyen de précipitations est de 781 mm, avec 10,4 jours de précipitations en janvier et 6,1 jours en juillet. Pour la période 1991-2020, la température moyenne annuelle observée sur la station météorologique la plus proche, située sur la commune d'Auch à 4 km à vol d'oiseau, est de 13,5 °C et le cumul annuel moyen de précipitations est de 695,8 mm,. Pour l'avenir, les paramètres climatiques de la commune estimés pour 2050 selon différents scénarios d’émission de gaz à effet de serre sont consultables sur un site dédié publié par Météo-France en novembre 2022.

### Milieux naturels et biodiversité
L’inventaire des zones naturelles d'intérêt écologique, faunistique et floristique (ZNIEFF) a pour objectif de réaliser une couverture des zones les plus intéressantes sur le plan écologique, essentiellement dans la perspective d’améliorer la connaissance du patrimoine naturel national et de fournir aux différents décideurs un outil d’aide à la prise en compte de l’environnement dans l’aménagement du territoire.
Une ZNIEFF de type 1 est recensée sur la commune :
les « pelouses, landes et champs extensifs de Pavie » (211 ha), couvrant 3 communes du département et deux ZNIEFF de type 2, : 
- les « coteaux du Gers d'Aries-Espénan à Auch » (13 191 ha), couvrant 31 communes dont 28 dans le Gers et trois dans les Hautes-Pyrénées[16] ;
- les « coteaux du Sousson de Samaran à Pavie » (2 695 ha), couvrant 14 communes du département[17].

Carte des ZNIEFF de type 1 et 2 à Pavie.
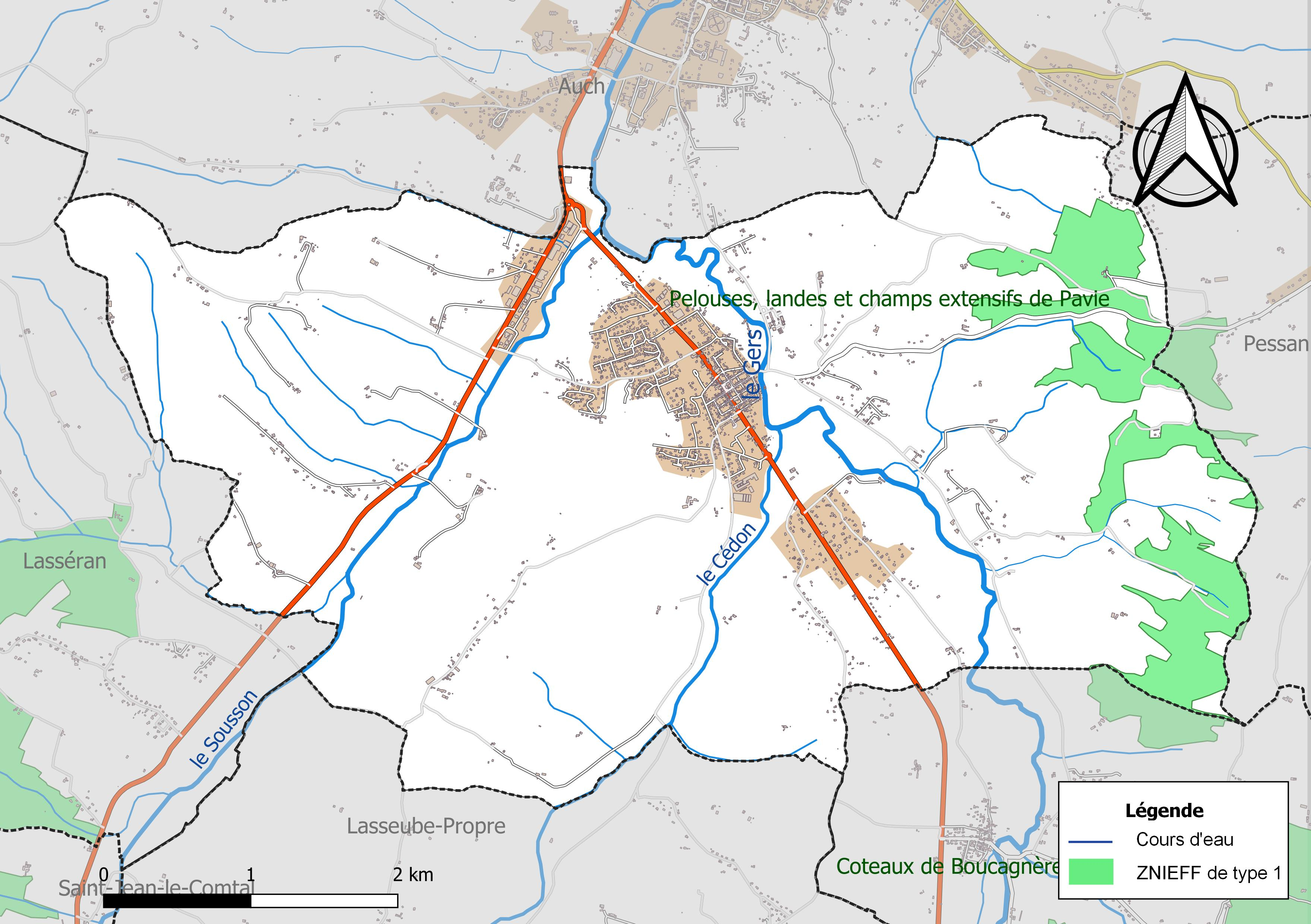
Carte de la ZNIEFF de type 1 sur la commune.
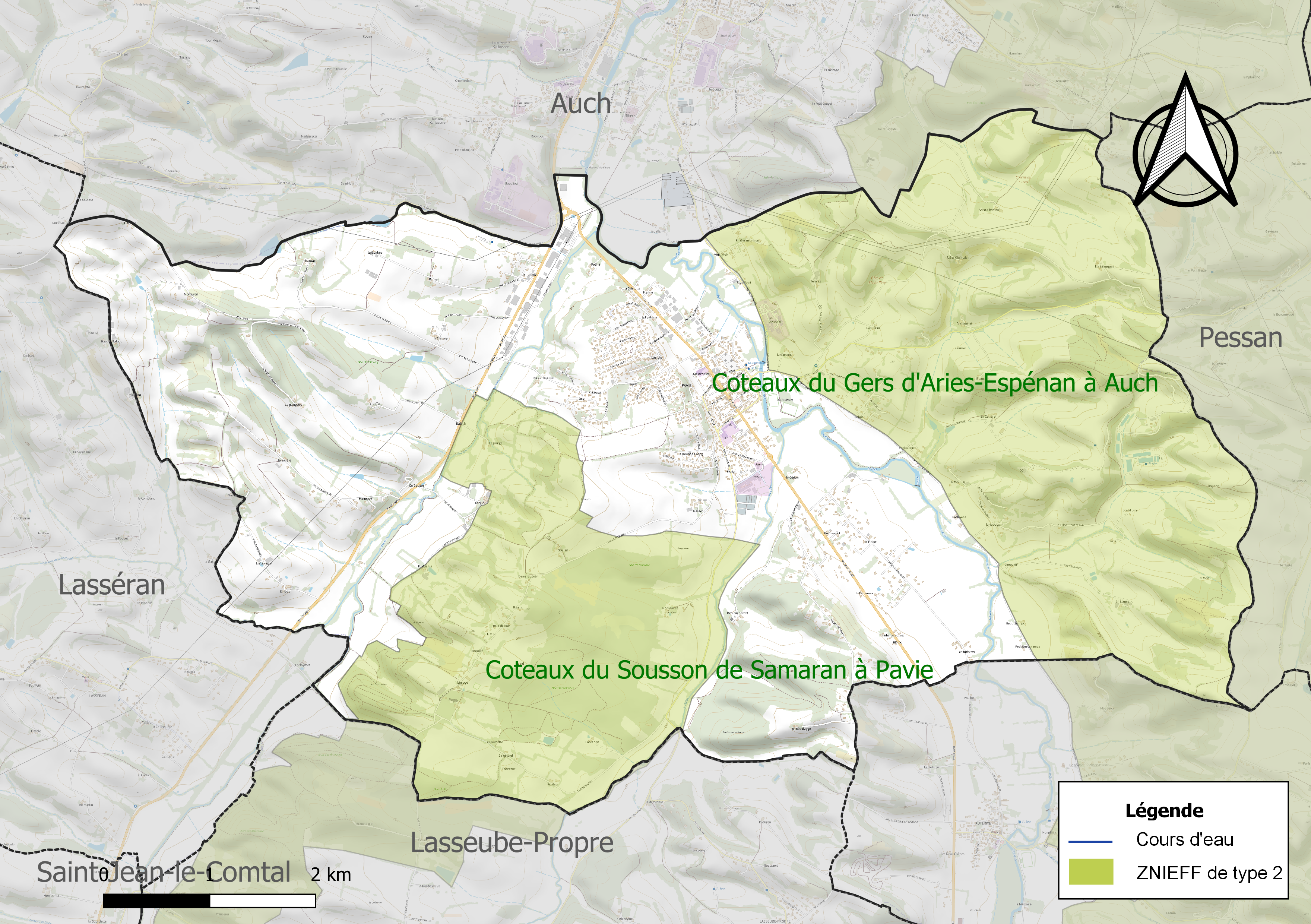
Carte des ZNIEFF de type 2 sur la commune.

## Urbanisme

### Typologie
Au 1er janvier 2024, Pavie est catégorisée bourg rural, selon la nouvelle grille communale de densité à sept niveaux définie par l'Insee en 2022.
Elle appartient à l'unité urbaine d'Auch, une agglomération intra-départementale regroupant trois  communes, dont elle est une commune de la banlieue,,. Par ailleurs la commune fait partie de l'aire d'attraction d'Auch, dont elle est une commune de la couronne,. Cette aire, qui regroupe 112 communes, est catégorisée dans les aires de 50 000 à moins de 200 000 habitants,.

### Occupation des sols
L'occupation des sols de la commune, telle qu'elle ressort de la base de données européenne d’occupation biophysique des sols Corine Land Cover (CLC), est marquée par l'importance des territoires agricoles (81,4 % en 2018), en diminution par rapport à 1990 (84,1 %). La répartition détaillée en 2018 est la suivante : 
zones agricoles hétérogènes (52,2 %), terres arables (15 %), prairies (14,2 %), forêts (11,6 %), zones urbanisées (5,9 %), zones industrielles ou commerciales et réseaux de communication (1,2 %). L'évolution de l’occupation des sols de la commune et de ses infrastructures peut être observée sur les différentes représentations cartographiques du territoire : la carte de Cassini (XVIIIe siècle), la carte d'état-major (1820-1866) et les cartes ou photos aériennes de l'IGN pour la période actuelle (1950 à aujourd'hui).

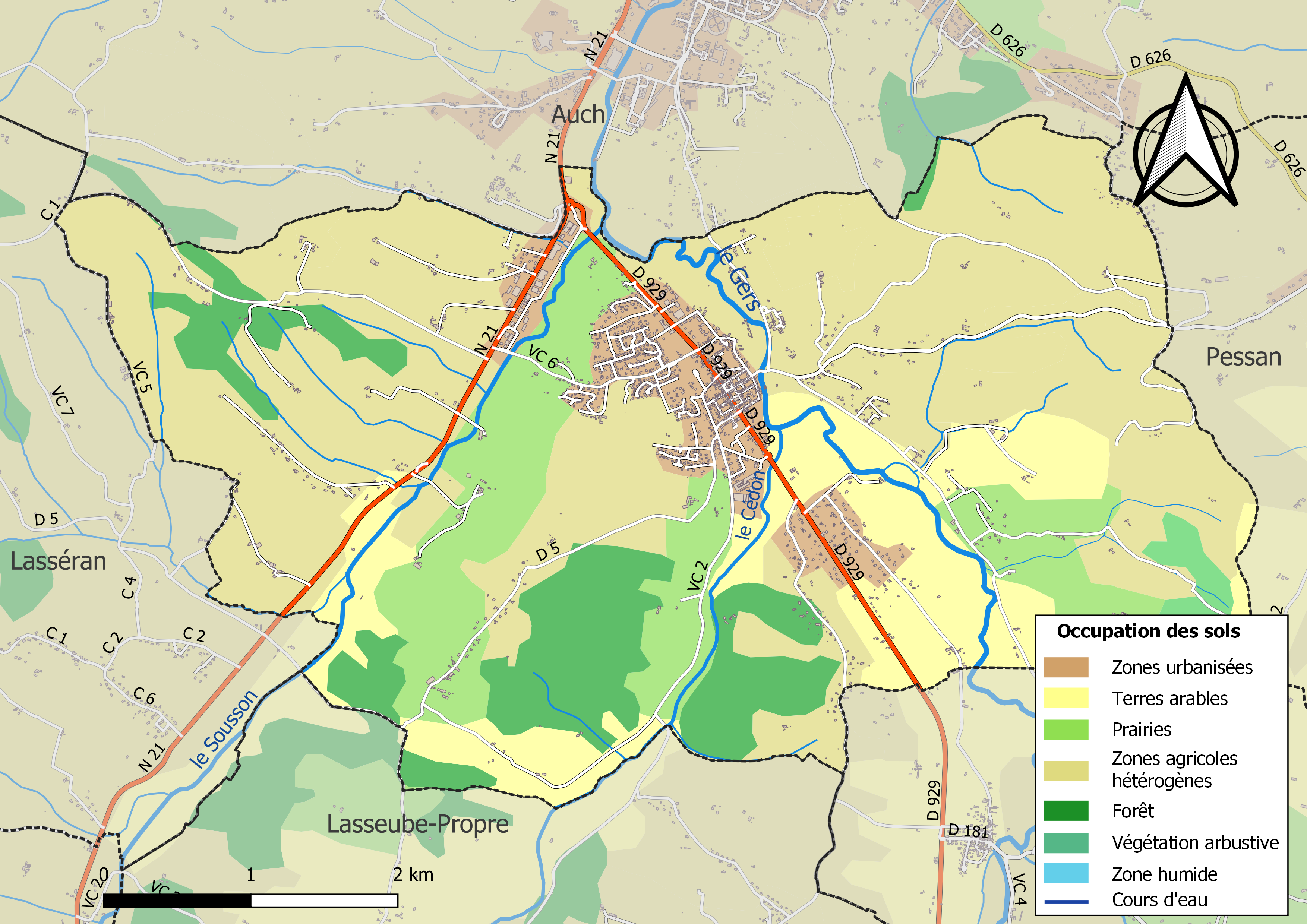
Carte des infrastructures et de l'occupation des sols de la commune en 2018 (CLC).

### Voies de communication et transports
Pavie est une bastide orthogonale, ce qui implique un réseau routier dense et en forme de damier. La route principale de la commune est la route départementale 929 qui traverse la commune sur un axe nord-sud.

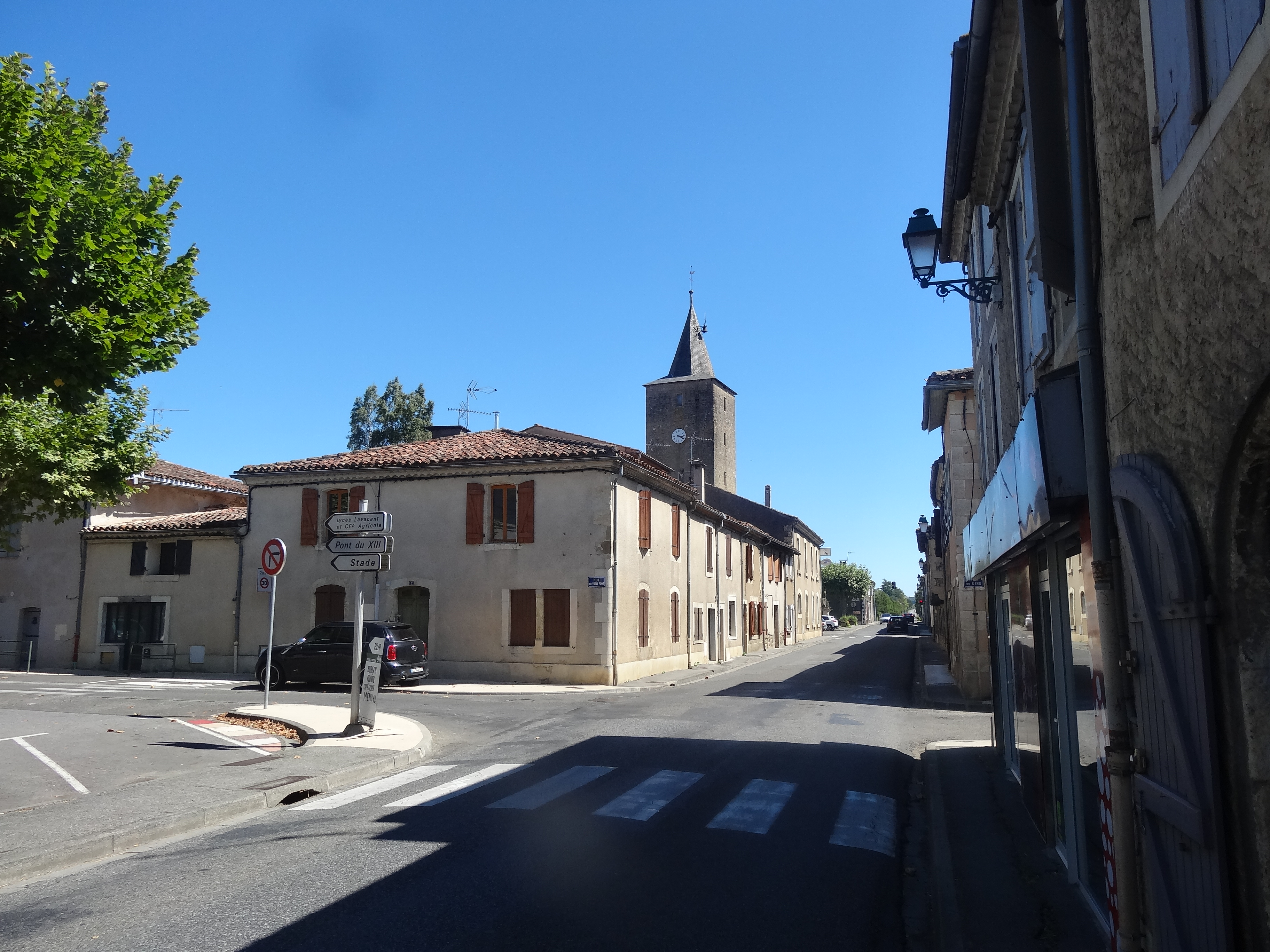
La RD 929 traverse Pavie.

### Risques majeurs
Le territoire de la commune de Pavie est vulnérable à différents aléas naturels : météorologiques (tempête, orage, neige, grand froid, canicule ou sécheresse), inondations et séisme (sismicité très faible). Il est également exposé à un risque technologique, le transport de matières dangereuses. Un site publié par le BRGM permet d'évaluer simplement et rapidement les risques d'un bien localisé soit par son adresse soit par le numéro de sa parcelle.

#### Risques naturels
Certaines parties du territoire communal sont susceptibles d’être affectées par le risque d’inondation par débordement de cours d'eau, notamment le Gers, le Sousson et le Cédon. La cartographie des zones inondables en ex-Midi-Pyrénées réalisée dans le cadre du XIe Contrat de plan État-région, visant à informer les citoyens et les décideurs sur le risque d’inondation, est accessible sur le site de la DREAL Occitanie. La commune a été reconnue en état de catastrophe naturelle au titre des dommages causés par les inondations et coulées de boue survenues en 1999, 2000, 2003, 2009, 2014 et 2022,.

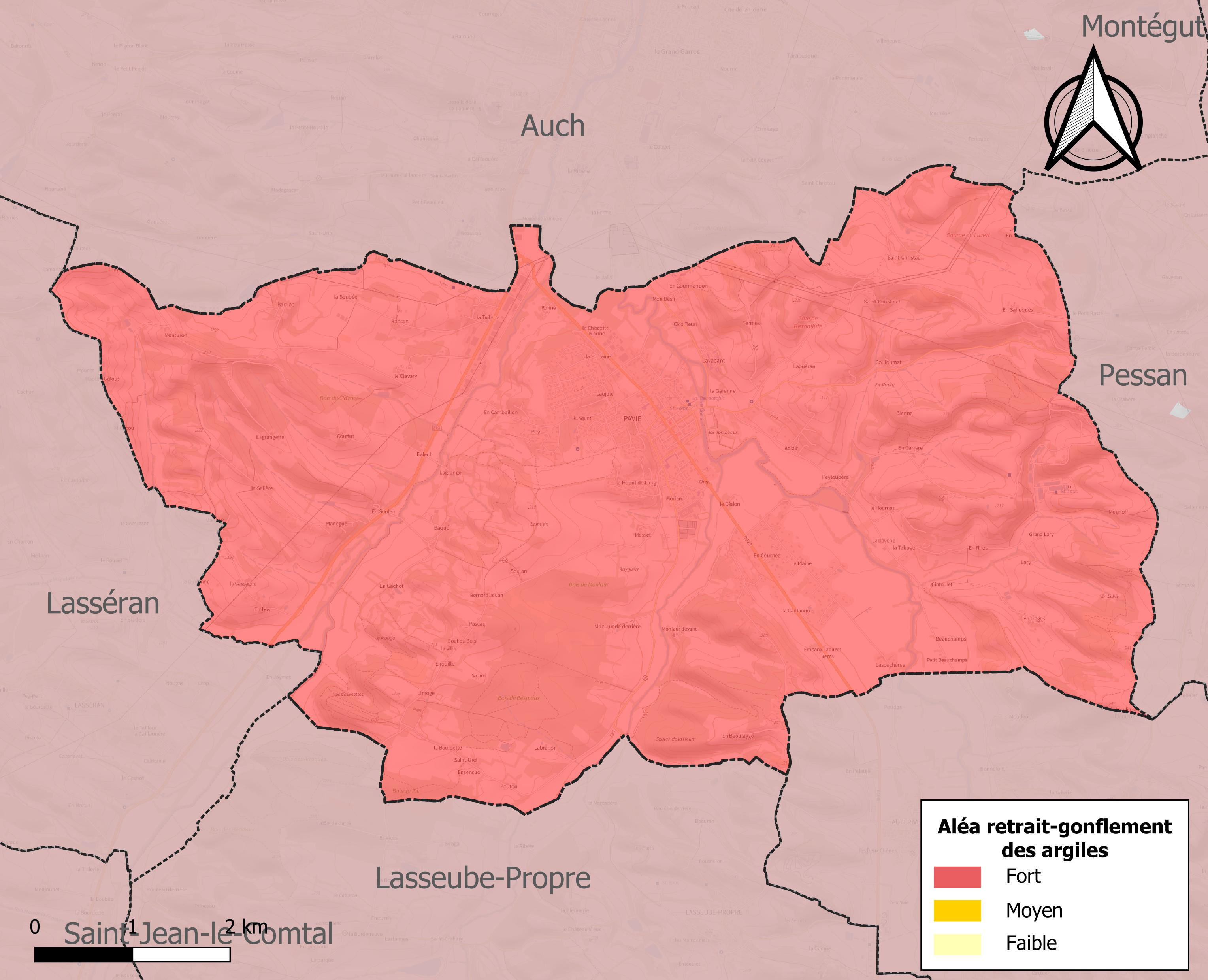
Carte des zones d'aléa retrait-gonflement des sols argileux de Pavie.

Le retrait-gonflement des sols argileux est susceptible d'engendrer des dommages importants aux bâtiments en cas d’alternance de périodes de sécheresse et de pluie. La totalité de la commune est en aléa moyen ou fort (94,5 % au niveau départemental et 48,5 % au niveau national). Sur les 1 087 bâtiments dénombrés sur la commune en 2019, 1 087 sont en aléa moyen ou fort, soit 100 %, à comparer aux 93 % au niveau départemental et 54 % au niveau national. Une cartographie de l'exposition du territoire national au retrait gonflement des sols argileux est disponible sur le site du BRGM,.
Par ailleurs, afin de mieux appréhender le risque d’affaissement de terrain, l'inventaire national des cavités souterraines permet de localiser celles situées sur la commune.
Concernant les mouvements de terrains, la commune a été reconnue en état de catastrophe naturelle au titre des dommages causés par la sécheresse en 1989, 1991, 1993, 2002, 2009, 2011, 2012, 2016, 2017 et 2019 et par des mouvements de terrain en 1999.

#### Risques technologiques
Le risque de transport de matières dangereuses sur la commune est lié à sa traversée par des infrastructures routières ou ferroviaires importantes ou la présence d'une canalisation de transport d'hydrocarbures. Un accident se produisant sur de telles infrastructures est en effet susceptible d’avoir des effets graves au bâti ou aux personnes jusqu’à 350 m, selon la nature du matériau transporté. Des dispositions d’urbanisme peuvent être préconisées en conséquence.

## Toponymie
La nouvelle bastide prend le nom officiel de la ville de Pavie en Italie, célèbre à cette époque et que l'on retrouve dans les manuels scolaires d'histoire à cause de la célèbre bataille de 1525 entre les armées de Charles Quint et François Ier.

## Histoire

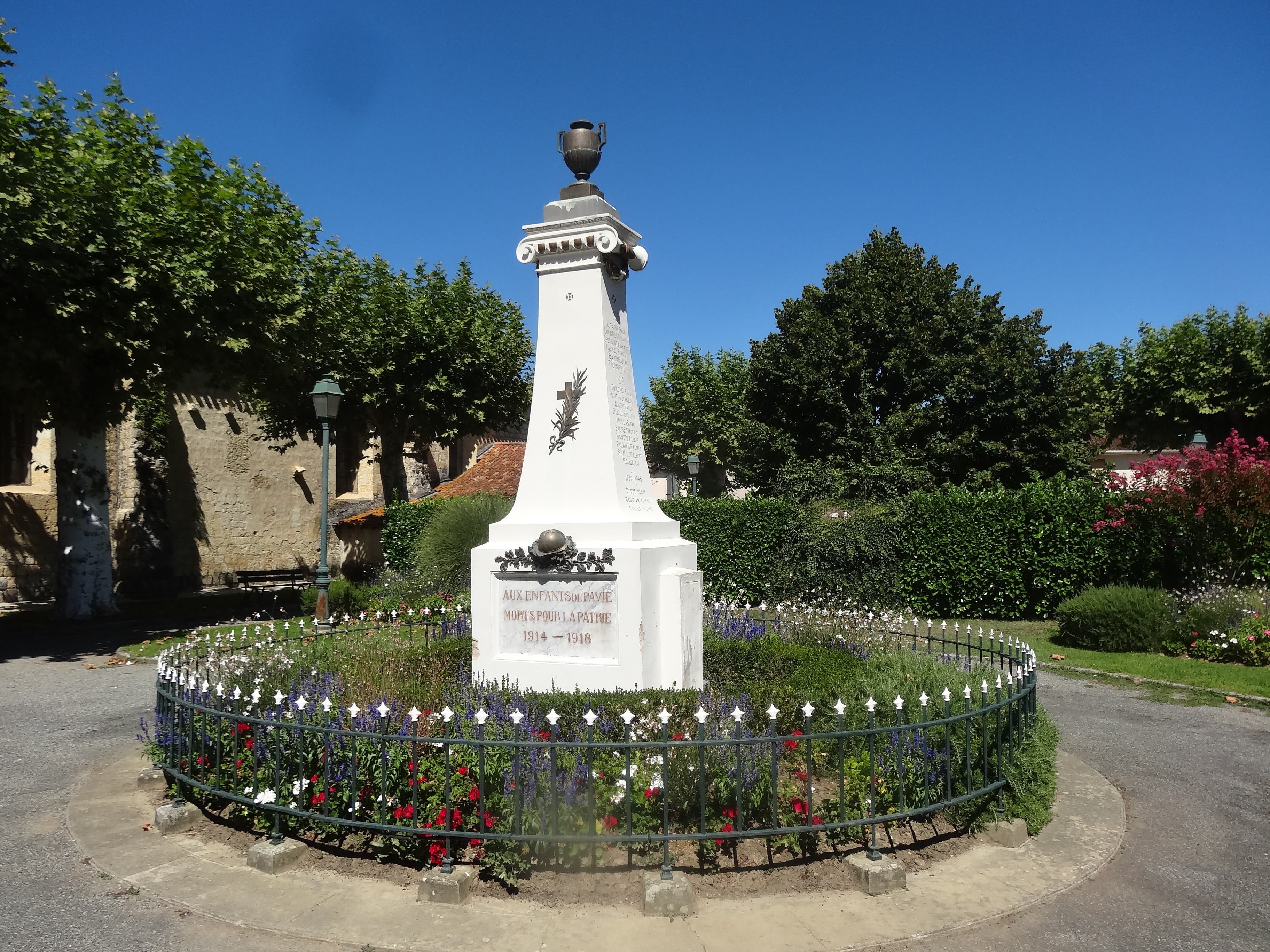
Monument aux morts de Pavie.

L'occupation du site de Pavie remonte à la préhistoire, comme le prouvent ces matériels qu'on retrouve régulièrement aux alentours du village.
Pavie fut fondée le 5 mai 1281, à une époque où la construction des bastides était très fréquente dans le Sud-Ouest de la France. Elle est la sœur jumelle de Mirande qui naquit le même jour par la volonté des mêmes paréagers : le Sénéchal de Toulouse Eustache de Beaumarchais et l'abbé cistercien de Berdoues sur les terres duquel elle fut érigée.
Pavie présente le plan caractéristique des fondations du sénéchal : elle fut organisée selon deux axes perpendiculaires dont les rues principales et secondaires déterminent des îlots carrés réguliers. Si Mirande prospéra rapidement, l'urbanisation de Pavie souffrit de la proximité d'Auch. Son expansion est très récente et date des années 1960-1970. Si Auch, la grande rivale, lui porta longtemps ombrage, dorénavant, elle favorise plutôt son développement.

## Politique et administration

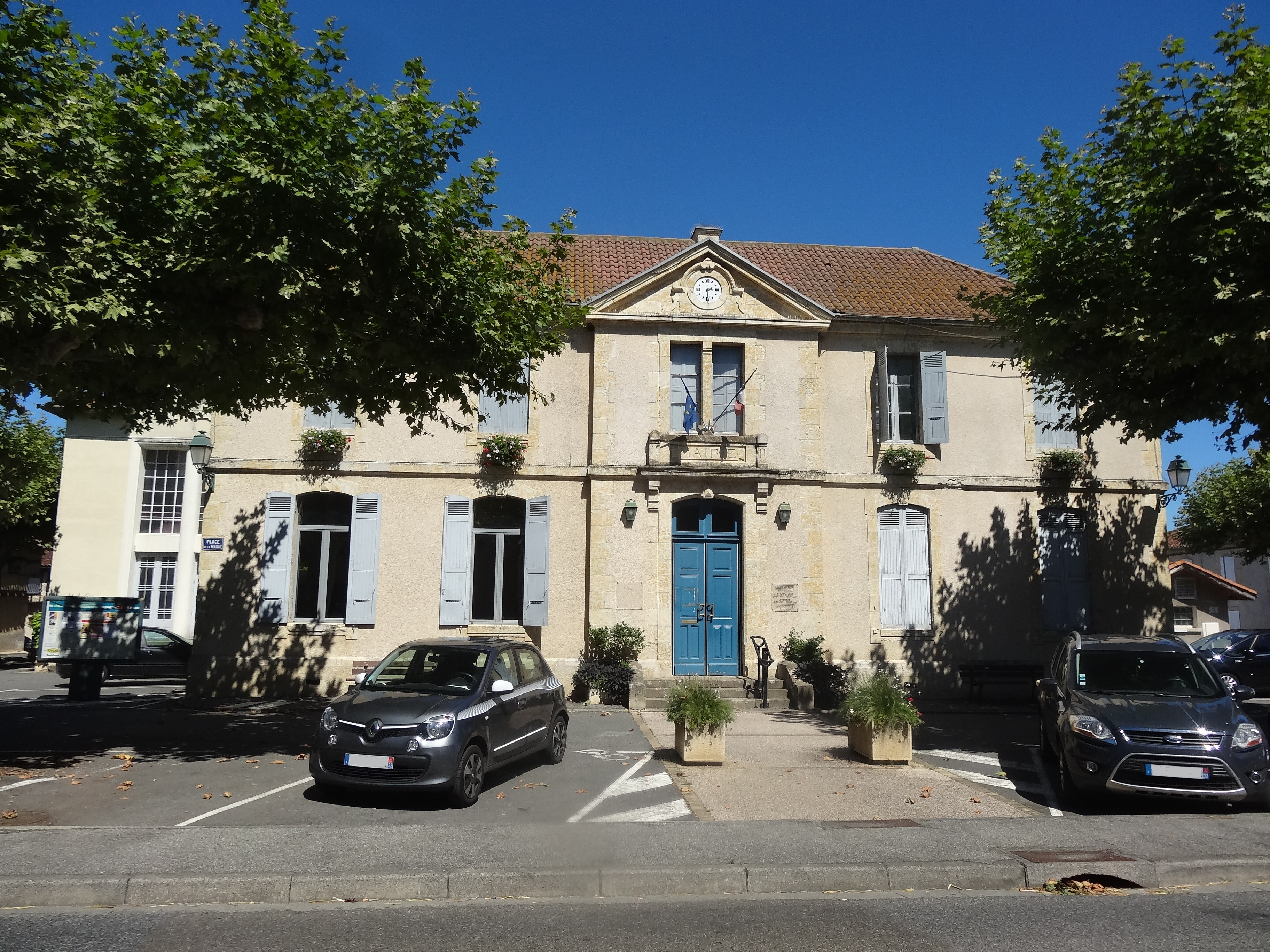
La mairie de Pavie.

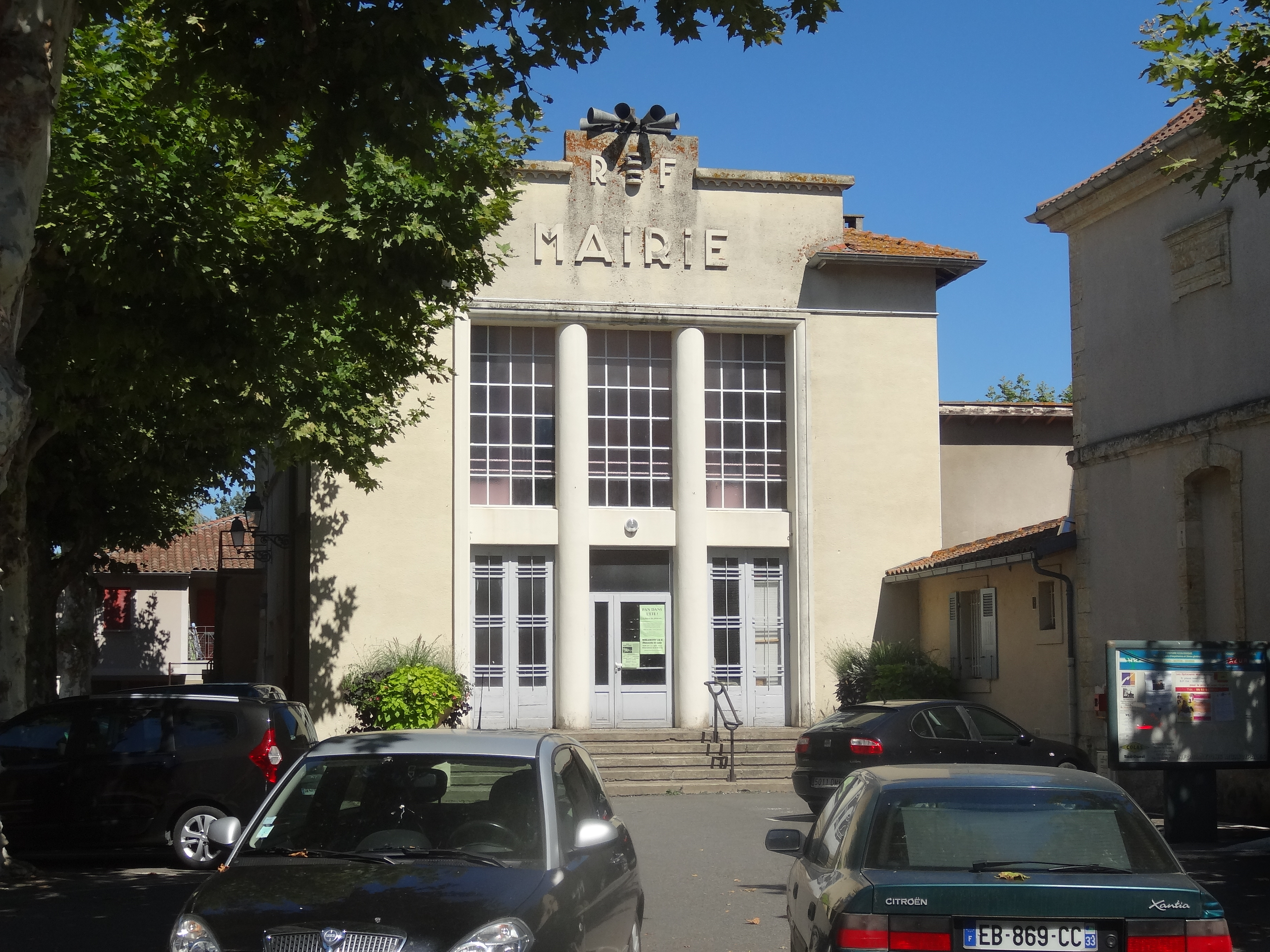
La salle des fêtes proche de la mairie surmontée de la sirène de la ville.

## Population et société

### Démographie
Les habitants de la commune s'appellent les Paviens.
| 1793 | 1800 | 1806 | 1821 | 1831  | 1841 | 1846 | 1851  | 1856  |
| ---- | ---- | ---- | ---- | ----- | ---- | ---- | ----- | ----- |
| 815  | 823  | 814  | 943  | 1 079 | 971  | 969  | 1 010 | 1 008 |

| 1861 | 1866 | 1872 | 1876 | 1881 | 1886 | 1891 | 1896 | 1901 |
| ---- | ---- | ---- | ---- | ---- | ---- | ---- | ---- | ---- |
| 975  | 938  | 907  | 842  | 865  | 880  | 833  | 787  | 781  |

| 1906 | 1911 | 1921 | 1926 | 1931 | 1936 | 1946 | 1954 | 1962 |
| ---- | ---- | ---- | ---- | ---- | ---- | ---- | ---- | ---- |
| 780  | 745  | 709  | 728  | 661  | 701  | 660  | 701  | 771  |

| 1968  | 1975  | 1982  | 1990  | 1999  | 2006  | 2008  | 2013  | 2018  |
| ----- | ----- | ----- | ----- | ----- | ----- | ----- | ----- | ----- |
| 1 005 | 1 539 | 1 699 | 2 196 | 2 222 | 2 332 | 2 350 | 2 426 | 2 490 |

| 2022  | - | - | - | - | - | - | - | - |
| ----- | - | - | - | - | - | - | - | - |
| 2 540 | - | - | - | - | - | - | - | - |

| selon la population municipale des années : | 1968 | 1975 | 1982 | 1990 | 1999 | 2006 | 2009 | 2013 |
| Rang de la commune dans le département      | 30   | 17   | 14   | 10   | 10   | 10   | 10   | 10   |
| Nombre de communes du département           | 466  | 462  | 462  | 462  | 463  | 463  | 463  | 463  |

### Manifestations culturelles et festivités

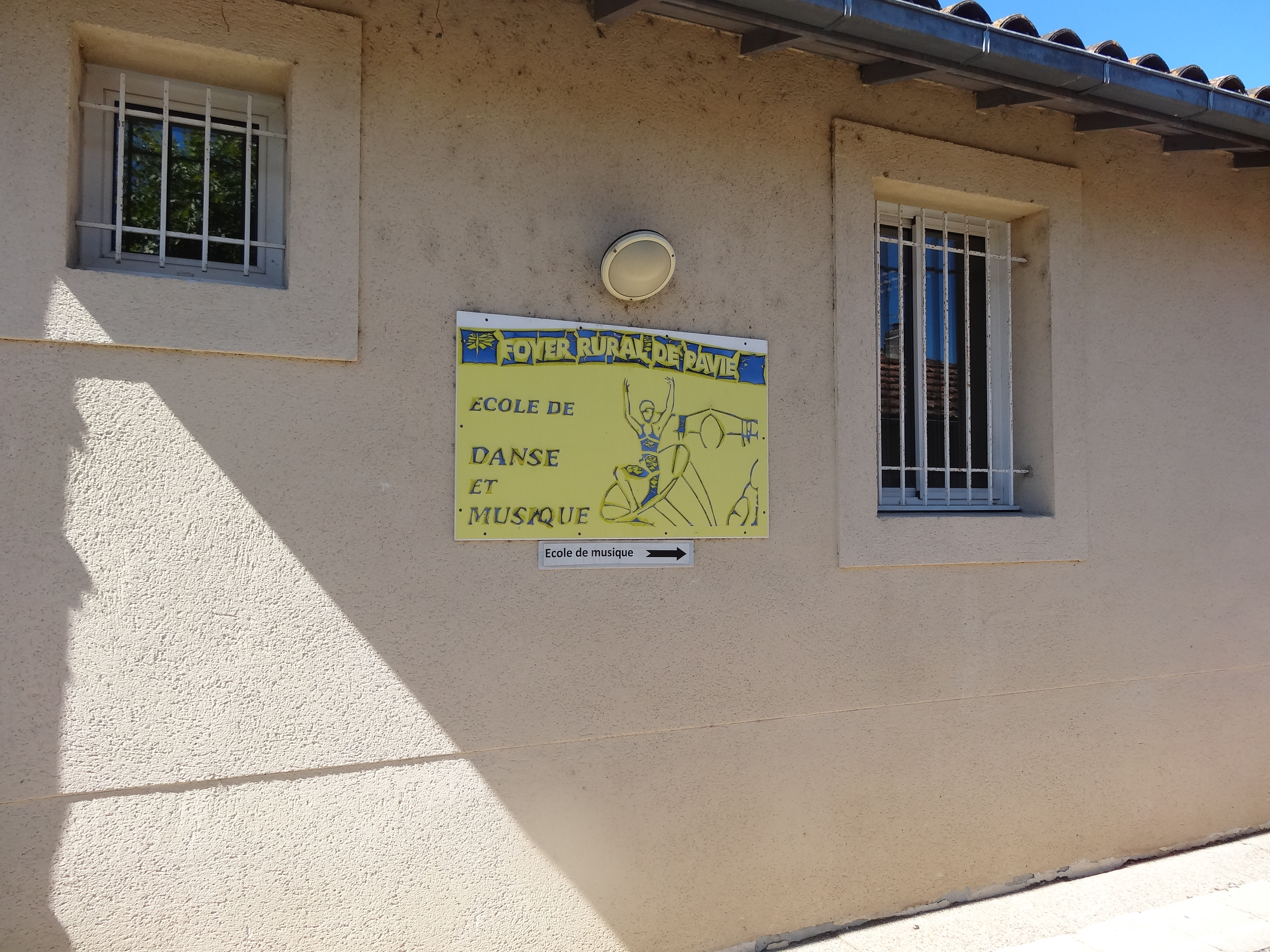
Foyer rural de Pavie.

Le festival TRAD'ENVIE (musiques populaires traditionnelles d'ici et d'ailleurs) se déroule chaque année lors du week-end de l'ascension.
Fin juin a lieu le festival "DUCK A DUB" (dub, ska et reggae music).

### Sports
La commune compte plusieurs clubs de sport (volley, badminton, judo, pétanque, basket fauteuil). Celui dont l'effectif est le plus important est le football club pavien. Le club compte près de 300 licenciés et comporte une section féminine.

## Économie

### Revenus
En 2018  (données Insee publiées en septembre 2021), la commune compte 1 100 ménages fiscaux, regroupant 2 452 personnes. La médiane du revenu disponible par unité de consommation est de 23 370 € (20 820 € dans le département). 57 % des ménages fiscaux sont imposés (43,9 % dans le département).

### Emploi
|                | 2008  | 2013  | 2018  |
| -------------- | ----- | ----- | ----- |
| Commune        | 3,9 % | 6,1 % | 7,9 % |
| Département    | 6,1 % | 7,5 % | 8,2 % |
| France entière | 8,3 % | 10 %  | 10 %  |

En 2018, la population âgée de 15 à 64 ans s'élève à 1 451 personnes, parmi lesquelles on compte 73,8 % d'actifs (66 % ayant un emploi et 7,9 % de chômeurs) et 26,2 % d'inactifs,. Depuis 2008, le taux de chômage communal (au sens du recensement) des 15-64 ans est inférieur à celui de la France et du département.
La commune fait partie de la couronne de l'aire d'attraction d'Auch, du fait qu'au moins 15 % des actifs travaillent dans le pôle,. Elle compte 705 emplois en 2018, contre 767 en 2013 et 804 en 2008. Le nombre d'actifs ayant un emploi résidant dans la commune est de 973, soit un indicateur de concentration d'emploi de 72,5 % et un taux d'activité parmi les 15 ans ou plus de 51,7 %.
Sur ces 973 actifs de 15 ans ou plus ayant un emploi, 174 travaillent dans la commune, soit 18 % des habitants. Pour se rendre au travail, 92,6 % des habitants utilisent un véhicule personnel ou de fonction à quatre roues, 0,6 % les transports en commun, 3,8 % s'y rendent en deux-roues, à vélo ou à pied et 2,9 % n'ont pas besoin de transport (travail au domicile).

### Activités hors agriculture

#### Secteurs d'activités
196 établissements sont implantés  à Pavie au 31 décembre 2019. Le tableau ci-dessous en détaille le nombre par secteur d'activité et compare les ratios avec ceux du département,.
| Secteur d'activité                                                                                        | Commune | Commune | Département |
| Secteur d'activité                                                                                        | Nombre  | %       | %           |
| --- | ------- | ------- | ----------- |
| Ensemble                                                                                                  | 196     | 100 %   | (100 %)     |
| Industrie manufacturière, industries extractives et autres                                                | 20      | 10,2 %  | (12,3 %)    |
| Construction                                                                                              | 35      | 17,9 %  | (14,6 %)    |
| Commerce de gros et de détail, transports, hébergement et restauration                                    | 67      | 34,2 %  | (27,7 %)    |
| Information et communication                                                                              | 2       | 1 %     | (1,8 %)     |
| Activités financières et d'assurance                                                                      | 5       | 2,6 %   | (3,5 %)     |
| Activités immobilières                                                                                    | 12      | 6,1 %   | (5,2 %)     |
| Activités spécialisées, scientifiques et techniques et activités de services administratifs et de soutien | 23      | 11,7 %  | (14,4 %)    |
| Administration publique, enseignement, santé humaine et action sociale                                    | 22      | 11,2 %  | (12,3 %)    |
| Autres activités de services                                                                              | 10      | 5,1 %   | (8,3 %)     |

Le secteur du commerce de gros et de détail, des transports, de l'hébergement et de la restauration est prépondérant sur la commune puisqu'il représente 34,2 % du nombre total d'établissements de la commune (67 sur les 196 entreprises implantées  à Pavie), contre 27,7 % au niveau départemental.

#### Entreprises et commerces
Les cinq entreprises ayant leur siège social sur le territoire communal qui génèrent le plus de chiffre d'affaires en 2020 sont : 
- Lodipat- Dispat, commerce de gros (commerce interentreprises) alimentaire spécialisé divers (4 580 k€)
- Pavidis, location de terrains et d'autres biens immobiliers (3 644 k€)
- Beaulieu Auto Service, commerce de voitures et de véhicules automobiles légers (2 150 k€)
- Commercialisation Piscines Gasconnes - CPG, commerce de détail d'articles de sport en magasin spécialisé (1 243 k€)
- Viandes Gasconnes, commerce de détail de viandes et de produits à base de viande en magasin spécialisé (839 k€)

### Agriculture
La commune est dans le « Haut-Armagnac », une petite région agricole occupant le centre du département du Gers. En 2020, l'orientation technico-économique de l'agriculture  sur la commune est la polyculture et/ou le polyélevage.
|               | 1988  | 2000  | 2010  | 2020  |
| ------------- | ----- | ----- | ----- | ----- |
| Exploitations | 49    | 30    | 23    | 18    |
| SAU (ha)      | 1 405 | 1 248 | 1 105 | 1 210 |

Le nombre d'exploitations agricoles en activité et ayant leur siège dans la commune est passé de 49 lors du recensement agricole de 1988  à 30 en 2000 puis à 23 en 2010 et enfin à 18 en 2020, soit une baisse de 63 % en 32 ans. Le même mouvement est observé à l'échelle du département qui a perdu pendant cette période 51 % de ses exploitations,. La surface agricole utilisée sur la commune a également diminué, passant de 1 405 ha en 1988 à 1 210 ha en 2020. Parallèlement la surface agricole utilisée moyenne par exploitation a augmenté, passant de 29 à 67 ha.

## Culture locale et patrimoine

### Lieux et monuments

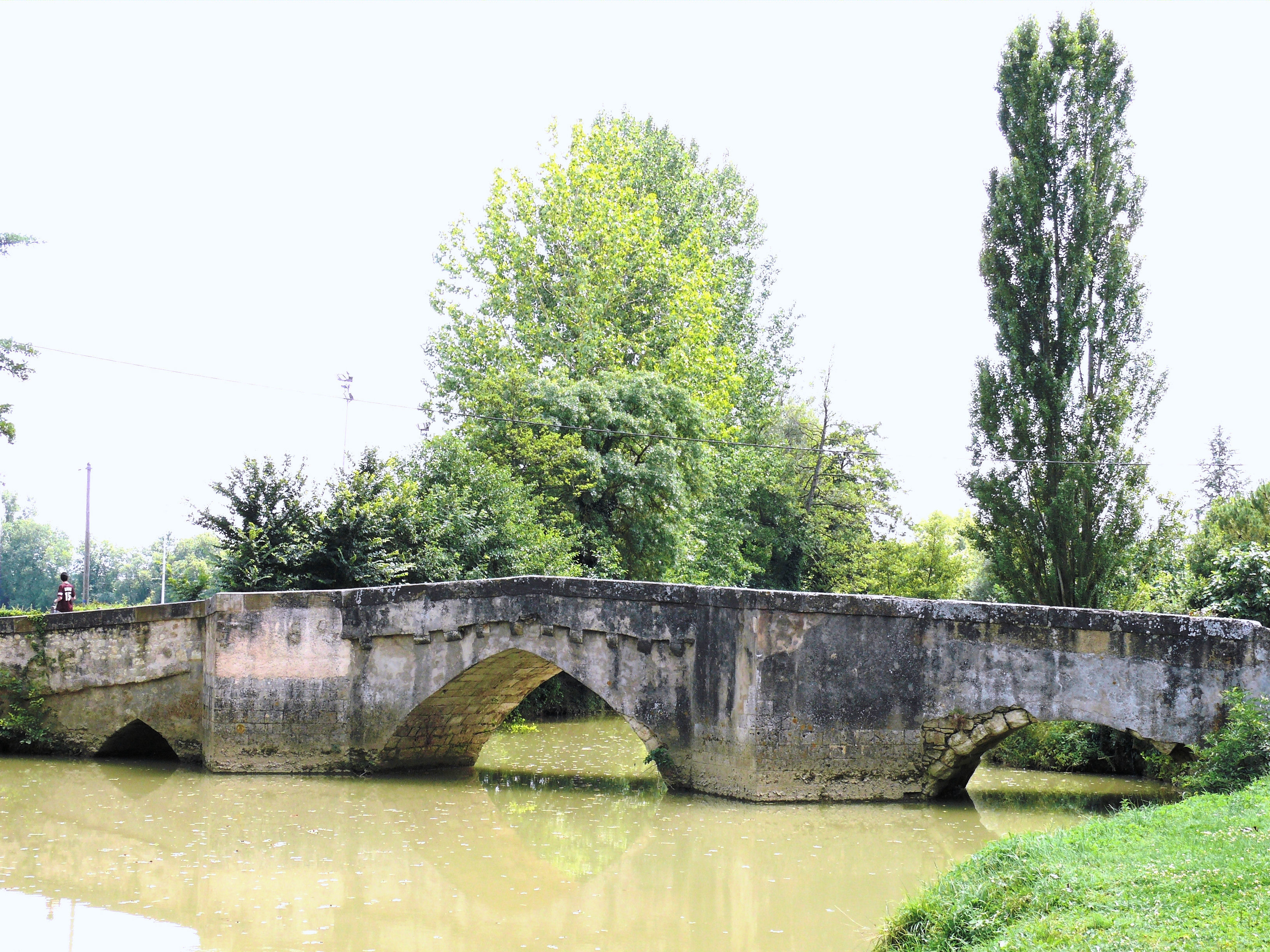
Vieux Pont.

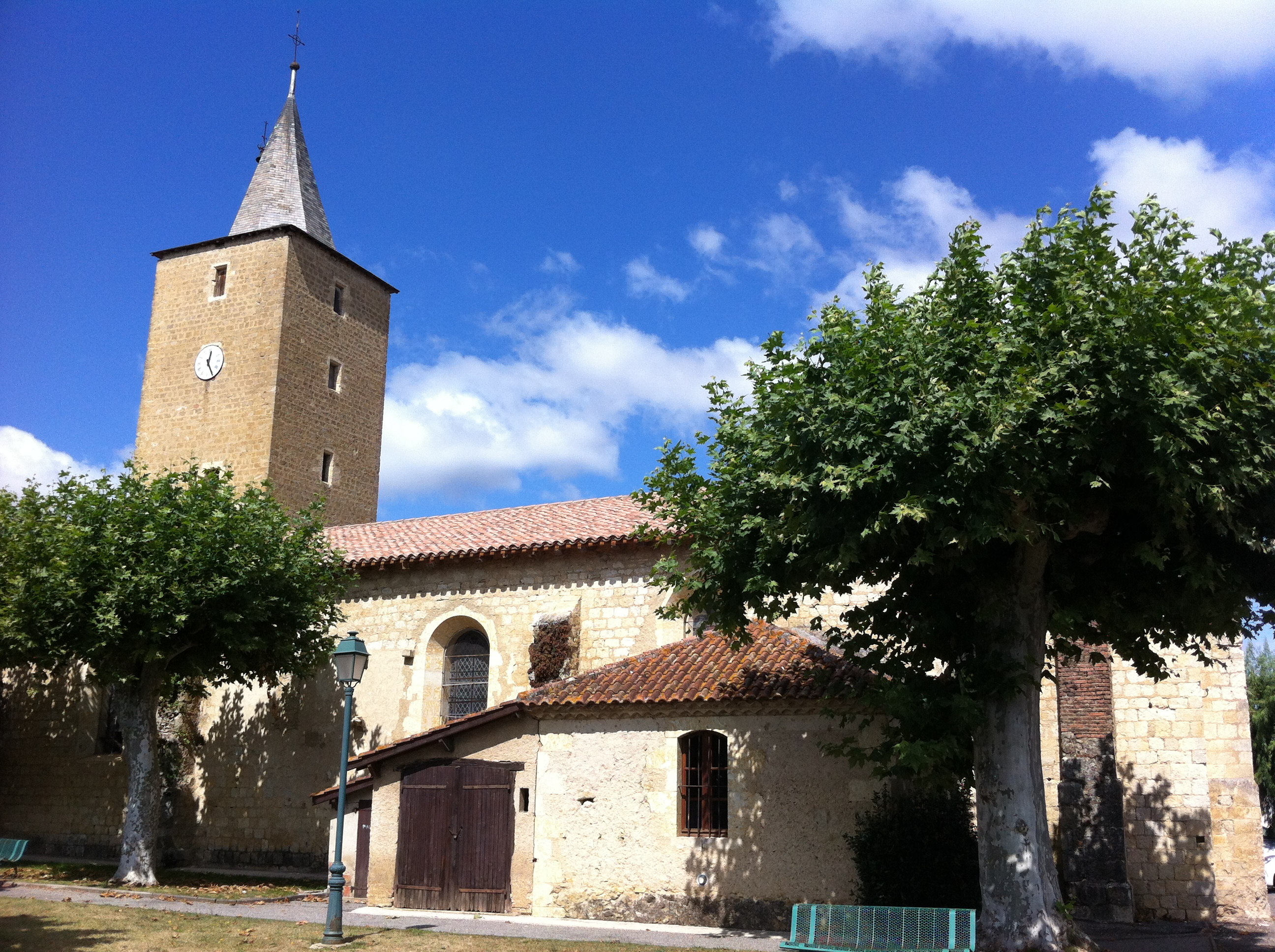
Église de Pavie.

- Un des monuments les plus remarquables de Pavie est le petit pont de style gothique qui enjambe le Gers. Construit au XIIIe siècle, il fut détruit et restauré plusieurs fois. La dernière restauration date d'il y a quelques années lorsqu'un camion a abîmé la moitié de la partie supérieure du parapet. Depuis, des mesures ont été prises empêchant les véhicules lourds de traverser le Gers par Pavie. Le pont est trop étroit pour que deux véhicules puissent s'y croiser. L'entrée ou la sortie de la commune par ce pont nécessitait un laborieux accord entre automobilistes, jusqu'à l'installation de panneaux indiquant la priorité à adopter, en 2005.
- Tout aussi remarquable, la chapelle Notre-Dame-du-Cédon reconstruite au XIXe siècle, était un centre de pèlerinage jadis fréquenté. Elle abrite une très ancienne statue de la Vierge Marie, sortie des ateliers limousins au XIIIe siècle.
- L'église Saint-Pierre d'origine gothique au clocher carré. La construction de l'église date du XIIIe - XIVe siècle. L'édifice est répertorié dans la base Mérimée[43]. Le tableau d'autel de l'Adoration des bergers et son cadre daté de 1873 sont référencés dans la base Palissy[44].
- Château de Besmaux. C'est une ancienne métairie (XVIIe siècle) qui s'est progressivement agrandie au fil du temps. Propriété privée, ne se visite pas.
- Château de Boy. Propriété privée, ne se visite pas.
- Château du Cédon. Propriété privée, ne se visite pas.
- Château de Lagrange. Propriété privée, ne se visite pas.
- Château de Lagrangette. Propriété privée, ne se visite pas.
- Château de Lavacant du XVIIe siècle, qui abrite aujourd'hui le lycée d'enseignement général et technologique agricole (LEGTA) d'Auch (antenne de Pavie).
- Château de Monlaur. Propriété privée, ne se visite pas.
- Château de Mounon. Il n'en reste en élévation qu’une tour de deux niveaux en pierres calcaires et deux pans de mur écroulés. Propriété privée, ne se visite pas.
- Château de Saint-Christau (XIXe-XXe siècles). Propriété privée, ne se visite pas.
- La Tour du Guet, vestige des anciens remparts, date du XIVe siècle, englobé dans l’ancien couvent des Carmes, qui héberge aujourd'hui la maison de la culture ainsi que la médiathèque municipale.
- Maisons anciennes rues d'Étigny et de la Guérite.

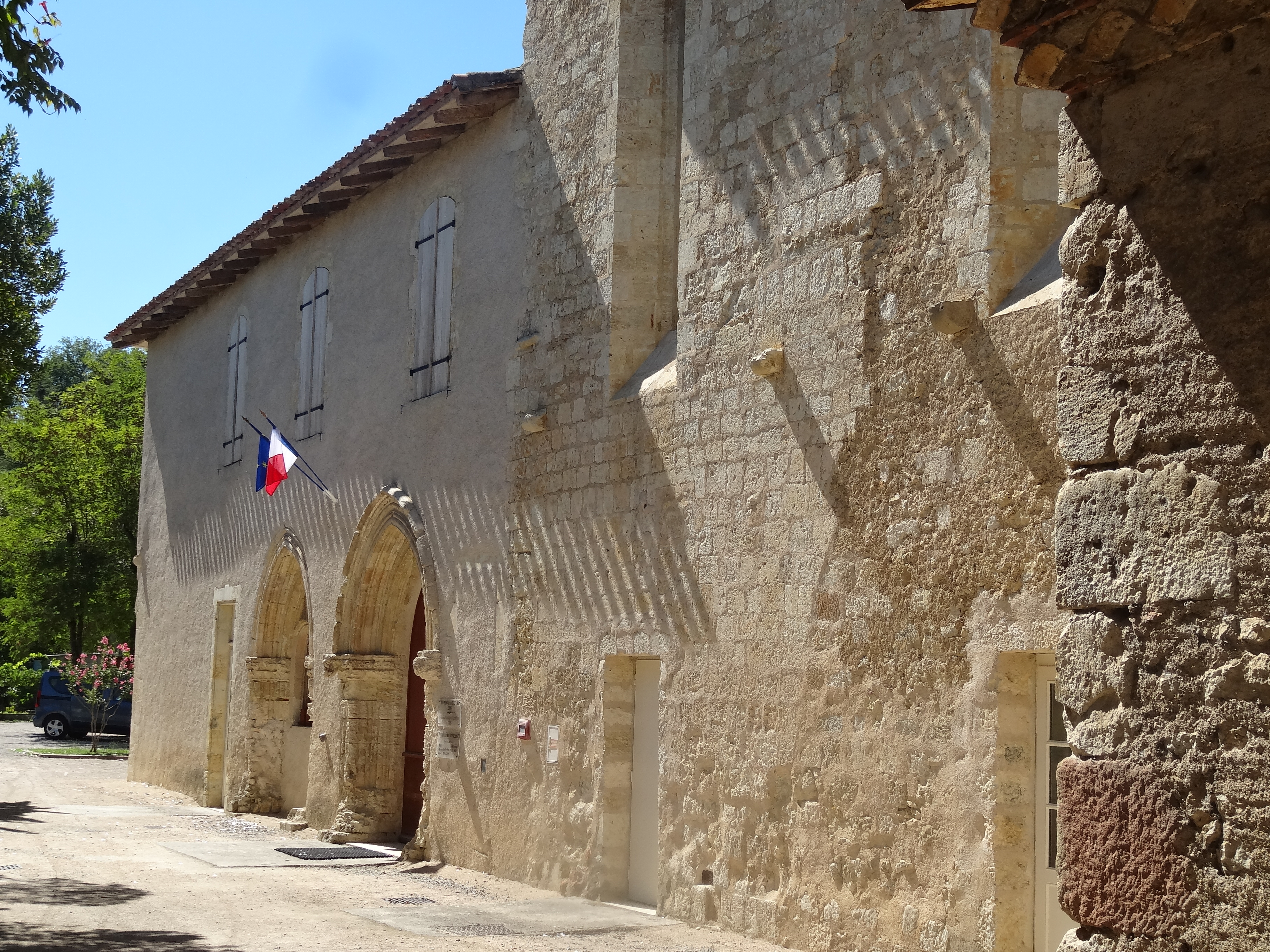
Ancien couvent des Carmes.
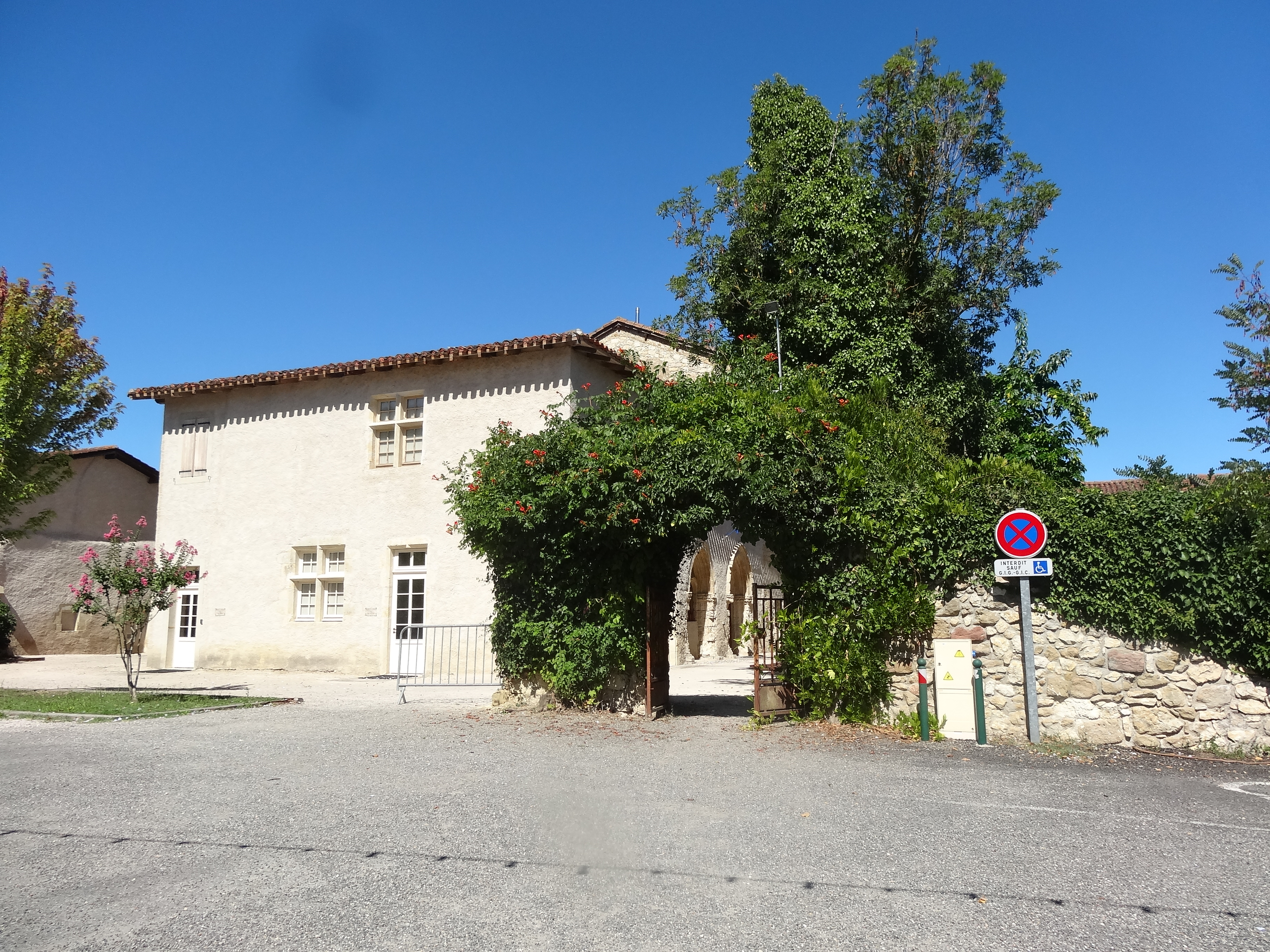
Autre vue.
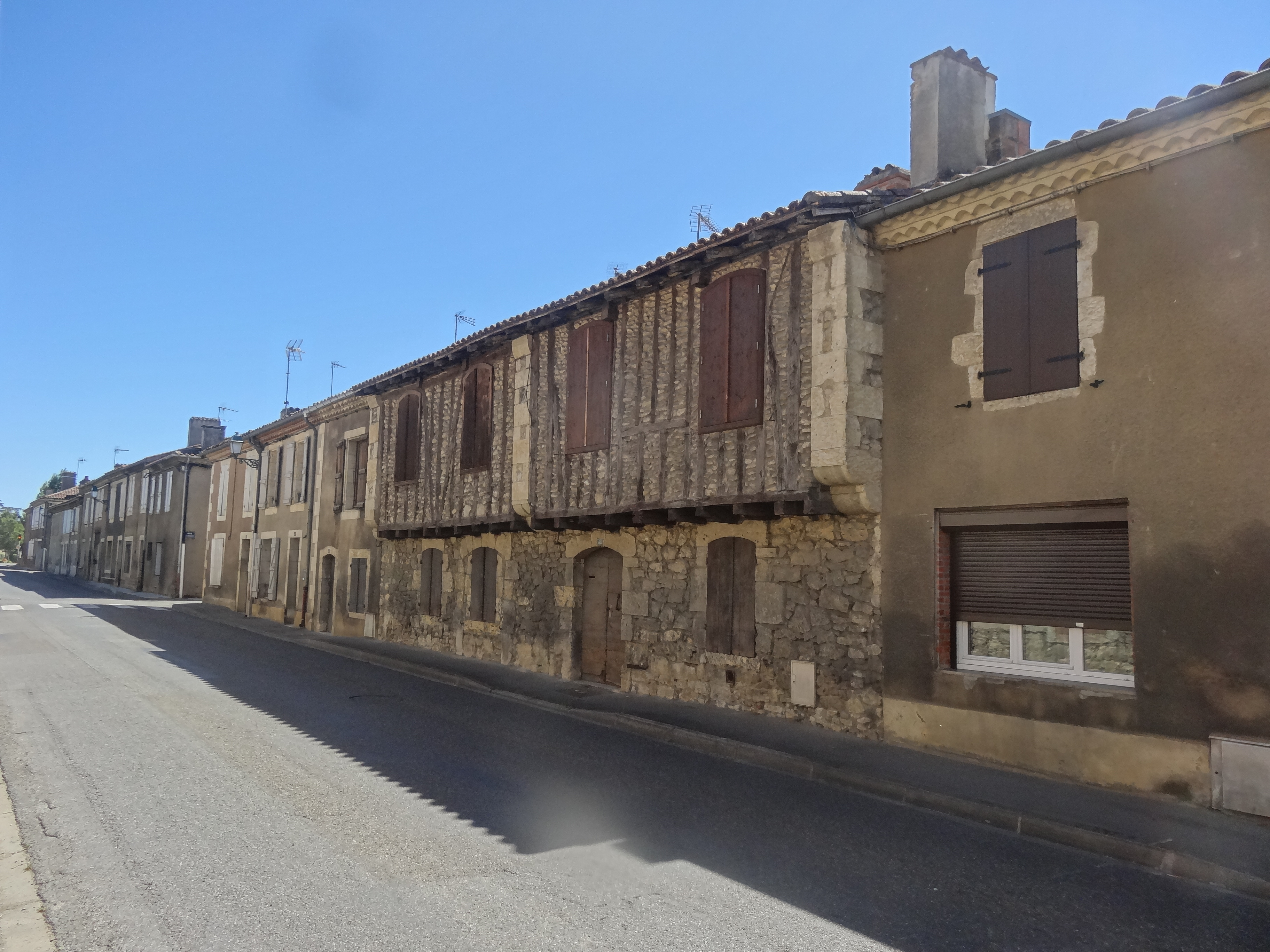
Maison ancienne de la rue d'Étigny.
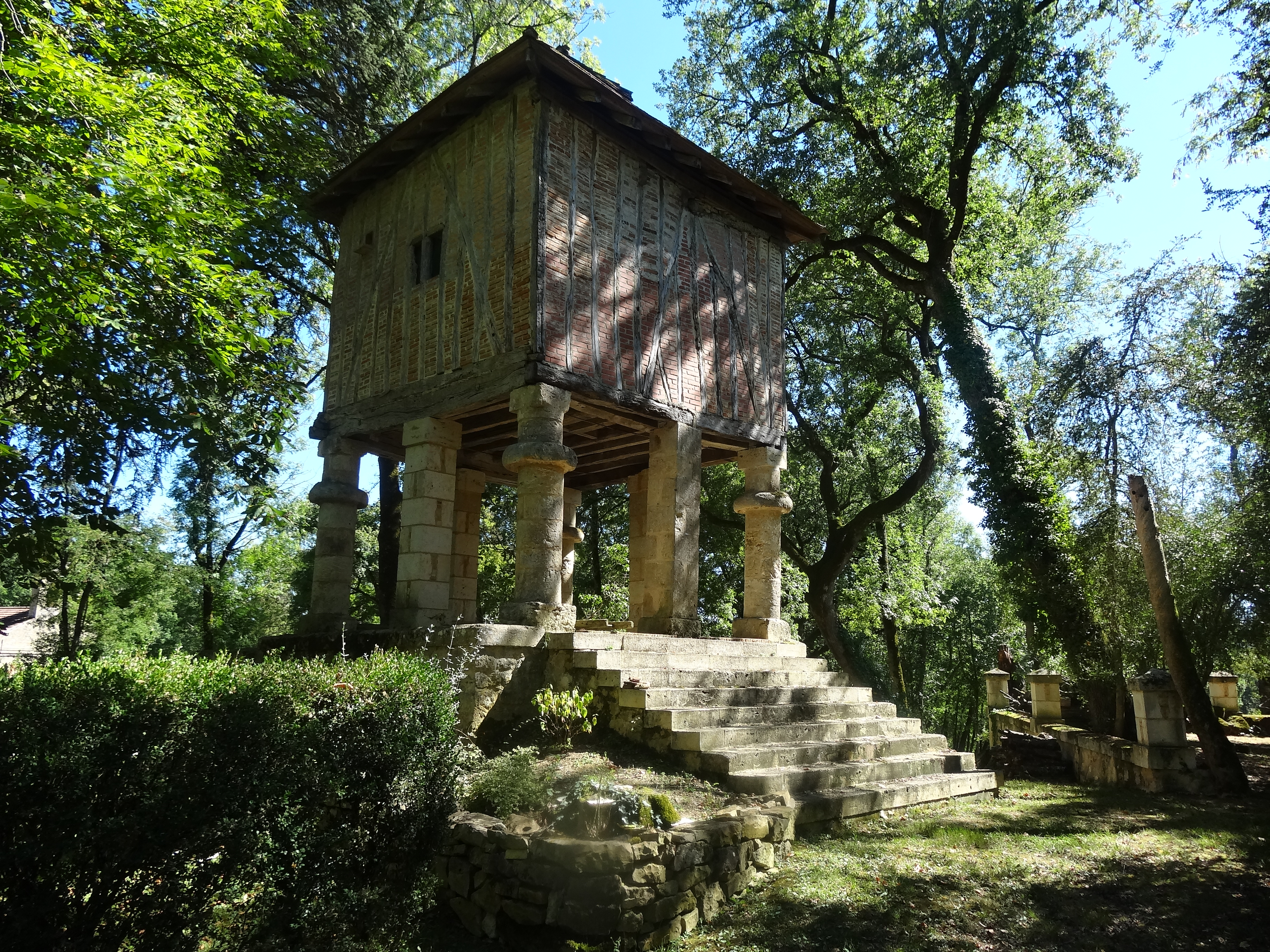
Pigeonnier du château de Besmaux.
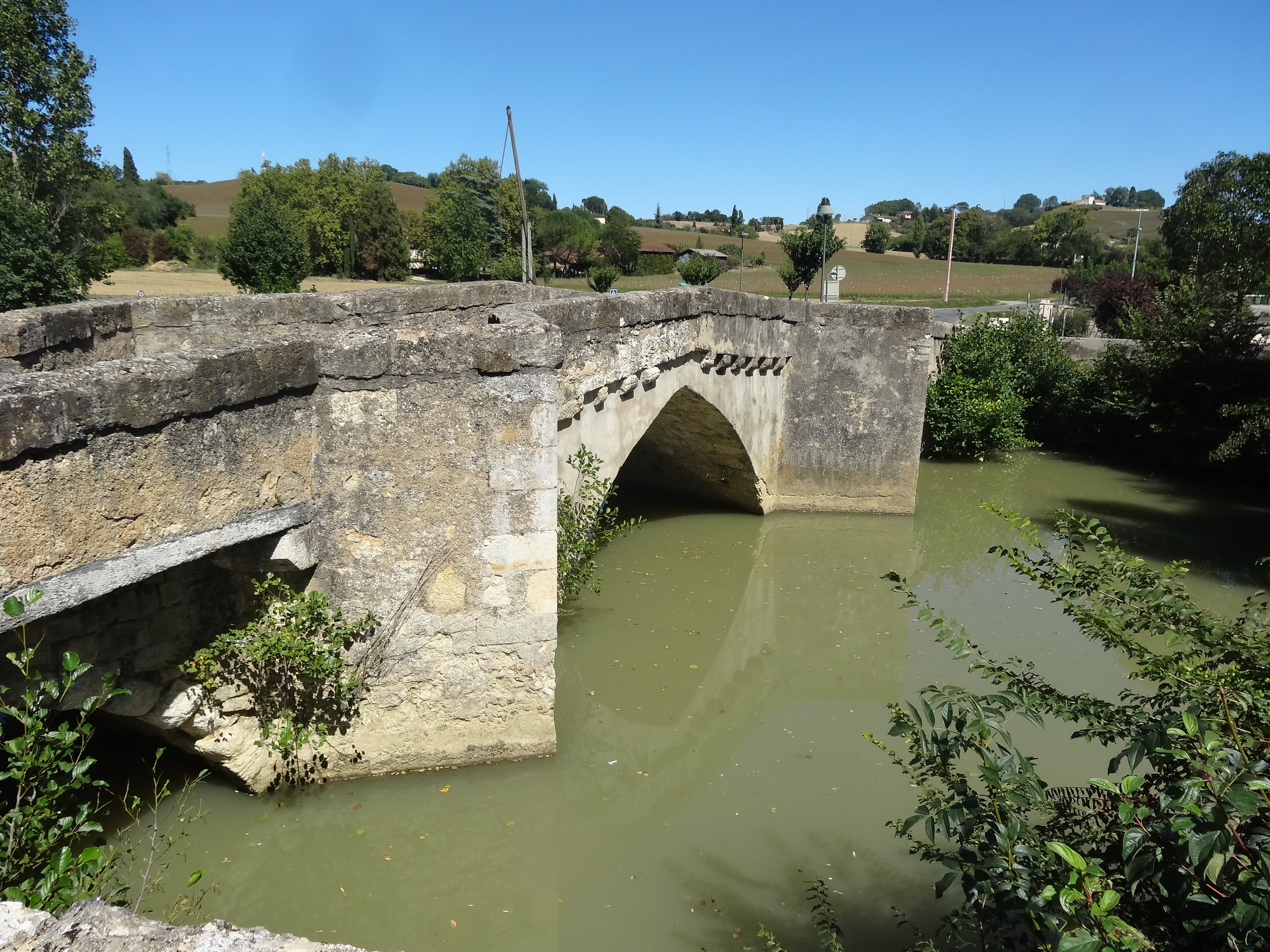
Autre vue du Vieux Pont.

### Personnalités liées à la commune

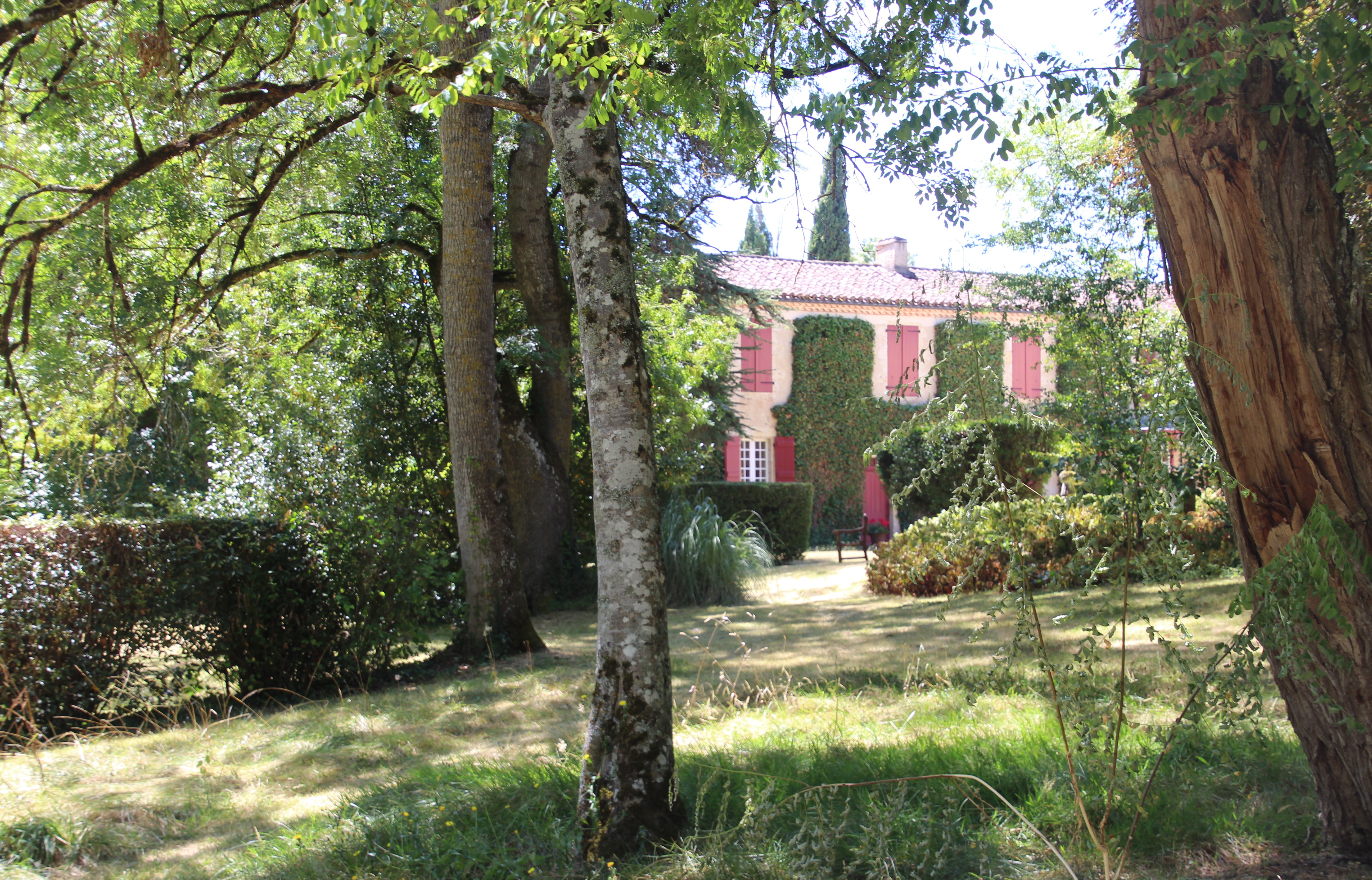
La maison de Peyloubère de Mario Cavaglieri en 2020.

- Rodrigue de Villandrando (v.1386- v.1457) : mercenaire qui pille Pavie en 1441 ;
- Le Marquis de Besmaux qui était un fidèle compagnon de d'Artagnan (Auscitain célèbre pour avoir été le quatrième mousquetaire) ;
- Bertrand Pierre Castex (1771-1842) : militaire français né  à Pavie, son nom perdure encore dans le village ;
- Mario Cavaglieri (1887-1969) : peintre italien ayant habité et mort à Pavie ;
- Bruno Trentin (1926-2007) : homme politique italien né à Pavie.

### Héraldique
| Blason | Blasonnement : Écartelé, d'or aux trois pals de gueules fichés en pointe et réunis en chef par une traverse du même, et d'or aux deux vaches de gueule accornées et clarinées d'azur. |